# プロネイス
プロネイス （Plonéis、ブルトン語:Ploneiz）は、フランス、ブルターニュ地域圏、フィニステール県のコミューン。

## 概要
カンペールから約10kmの距離にある。オディエルヌにて海に注ぐゴワイヤン川は、プロネイスに水源がある。

## 人口統計
| 1962年 | 1968年 | 1975年 | 1982年 | 1990年 | 1999年 | 2006年 | 2010年 |
| ------ | ------ | ------ | ------ | ------ | ------ | ------ | ------ |
| 946    | 936    | 1161   | 1373   | 1426   | 1417   | 1687   | 1996   |

参照元:1999年までEHESS、2000年以降INSEE

## 姉妹都市
- ジョヴァンサン、イタリア